# 四氧化二锑
四氧化二锑是一种无机化合物，化学式为Sb2O4。这种物质存在于黄锑矿（cervantite）中。它是白色固体但在加热时可逆的变黄。这种物质的最简式为SbO2，但被称作四氧化二锑来表明其中有两种价态的锑原子。

## 制备与结构
在空气中加热Sb2O3可生成四氧化二锑：
Sb2O3  +  0.5 O2  →  Sb2O4  ΔH = −187 kJ/mol
800°C时，五氧化二锑分解也可制备它：
Sb2O5  →  Sb2O4  +  0.5 O2  ΔH = −64 kJ/mol
其中锑有两种氧化态，分别是+3和+5。目前已发现两种晶型，一种是正交晶系（右侧图片），另一种是单斜晶系。两种晶型都是六配位的锑(V)中心原子在原位，而变形的锑(III)原子与四个氧原子成键。